# Bellfort
Bellfort es una localidad española perteneciente al municipio de La Baronía de Rialb, en la provincia de Lérida, comunidad autónoma de Cataluña.

## Descripción
El pueblo y parroquia de Bellfort forman parte del el histórico Rialb Jussà, es decir, de la parte más baja del valle del Rialb, si bien el núcleo de la población está alejado del río. Bellfort es un término que se extiende a mediodía de El Palau de Rialb, desde la cresta, donde pasa la carretera que va de Gualter, bordea la Sierra de Rialb y alcanza los Pallars (C-1412b), hasta el fondo de la riera de Torreblanca, en un terreno escabroso de torrentes, bosques y algún plano. La capilla, dedicada a Sant Serni, y algunas casas agrupadas se encuentran en una llanura, a unos dos kilómetros de la carretera mencionada.

## Historia
En esta parte del Rialb, el conde de Urgel Ermengol VII y su esposa Dulce de Foix hicieron diversas donaciones a los monjes militares de la orden de San Juan de Jerusalén, entre las que se cuentan una de 1164, que consistió en el pueblo de Bellfort junto con otros lugares que cobijaban bajo la alcaldía de Gombau de Ribelles, en otro documento la donación comprende San Salvador de Isot, que parece que debía de formar parte de este lugar, en el término vecino de Gavarra hay un topónimo similar, que es la Fuente de Esopo, como dice la gente del país. Más adelante Bellfort perteneció a la iglesia de San Juan de Berga y de Santa María de Costoja; durante el siglo XIV pasó al dominio de Susterris (Talarn) hasta el tiempo de la desamortización.
No se formó en este lugar ninguna comunidad monacal y fue regido por un castellano o alcalde. Más tarde en 1449, los hospitalarios tuvieron que pleitear contra los hermanos Arnau Guillem i Gispert de Ponts, que se querían hacer dueños de este castillo.